# Brisbane Cricket Ground
Brisbane Cricket Ground, även känd som The Gabba, är en idrottsarena i Brisbane, Australien. Arenan byggdes 1896 och används främst för matcher i cricket, men den har genom åren även använts för rugby, australisk fotboll, fotboll, baseboll, cykling, friidrott och hundkapplöning. Arenan ligger i stadsdelen Woolloongabba, därav arenans smeknamn.
Brisbane Cricket Ground stod värd för ett flertal av fotbollsmatcherna under de olympiska spelen 2000 i Sydney.